# Steirastoma anomalum
Steirastoma anomalum es una especie de escarabajo del género Steirastoma, familia Cerambycidae. Fue descrita científicamente por Bates en 1880.
Se distribuye por México. Posee una longitud corporal de 12-16 milímetros. El período de vuelo de esta especie ocurre en todos los meses del año, excepto en marzo.
La dieta de Steirastoma anomalum comprende diversos géneros de plantas de la familia Bombacaceae, entre ellas las especies Ceiba aesculifolia y Ceiba pentandra, y el género Pseudobombax.